# Журден, Шарль Мария Габриэль Брешилье
Шарль Мари́я Габриэ́ль Брешилье́ Журде́н (фр. Charles [Marie Gabriel] [Bréchillet] Jourdain (1817—1886) — французский философ.

## Биография
Сын Амабля Луи Мария Мишеля Журдена. Занимал высшие должности в министерстве народного просвещения и принимал участие в проведении через законодательный орган закона 15 марта 1850, передавшего начальное обучение в руки духовенства.
В своих работах Журден старался примирить религию с философией.

## Работы
- «Sur l’état de la philosophie naturelle en Occident, et principalement en France, pendant la première moitié du siècle» (1838)
- «Questions de logique» (1852)
- «Budget de l’instruction publique et des établissements scientifiques et littéraires» (1857)
- «La Philosophie de saint Thomas d’Aquin» (1858)
- «Budget des cultes en France depuis le concordat» (1859)
- «Sextus Empiricus et la philosophie scolastique» (1858)
- «Histoire de l’Université de Paris au XVII et au XVIII siècle» (1862—1864)
- «L’éducation des femmes au moyen âge» (1871)

и другие

## Издания
- «Oeuvres philosophiques d’Antoine Arnauld» (1845)
- «Oeuvres philos, de Nicole»

и прочие